# 2008年香港禽流感疫潮
2008年香港禽流感疫潮是香港有歷史以來最大的第二次禽流感疫潮，上次是陳馮富珍主理，今次2008年6月是由周一嶽當代言人，有幸未有人死亡，不過至此病毒源頭未找到，懷疑是走私雞。雞販要求不要殺雞，要盡快出貨，當局順便推銷中央屠宰，多份報紙社論都支持實行中央屠宰。